# Acri (Israele)
Acri (in italiano nota anche come San Giovanni d'Acri, o Tolemaide,o  Acco; in ebraico עַכּוֹ‎?, ‘Akkô; in arabo عكّا‎?, ʿAkkā) è una città di Israele.
Nei secoli e nei vari idiomi dei popoli che l'abitarono, altri nomi sono: Accho, Acco, Aak, Ake, Akre, Akke, Ocina, Antiochia Ptolemais (in greco antico: Αντιόχεια της Πτολεμαΐδος?), Antiochenes, Ptolemais Antiochenes, Ptolemais o Ptolemaïs e Colonia Claudii Caesaris.
La cittadina si trova nella Galilea occidentale, nel Distretto Settentrionale dello Stato ebraico. Secondo l'Ufficio Centrale di Statistica, alla fine del 2007 la città aveva una popolazione complessiva di circa 46 000 persone. Si estende su un basso promontorio all'estremità settentrionale della Baia di Acri, 152 km a NNO di Gerusalemme.
Fu a lungo considerata la "Chiave della Palestina", per la sua posizione dominante sul litorale che congiunge la piana di Esdraelon (Valle di Jezrael), il cui controllo consentiva il più agevole degli ingressi nell'interno della regione. Dopo la caduta di Gerusalemme, arresasi all'assedio delle forze islamiche di Saladino, divenne la capitale del Regno crociato di Gerusalemme. Fu conquistata nel 1291 dai Mamelucchi, che ridussero le Terre d'Oltremare alla sola isoletta di Arados (in arabo Arwād).

## Storia
Poche città hanno avuto una storia più complessa e agitata. Di antica origine, Acri può essere probabilmente identificata con la Aak citata fra le città tributarie di Thutmose III (c. 1500 a.C.), mentre è certo che essa sia la Akka delle lettere di Amarna. Dagli Ebrei fu conosciuta col nome già ricordato, ma è menzionata solo una volta nell'Antico Testamento, più precisamente in Giudici 1,31, come uno dei siti da cui gli Israeliti non espulsero gli abitanti Cananei.
Teoricamente fu il territorio della tribù di Aser, e Flavio Giuseppe assegnò il suo nome al distretto di uno dei governatori provinciali di Salomone. Nel corso della dominazione ebraica, tuttavia, le sue relazioni politiche furono sempre intrattenute con la Siria piuttosto che con i Filistei: così nel 725 a.C. circa si unì a Sidone e Tiro in una rivolta contro Salmanassar V. Ebbe un'esperienza travagliata durante i tre secoli che precedettero l'era cristiana.

### Periodi greco e romano

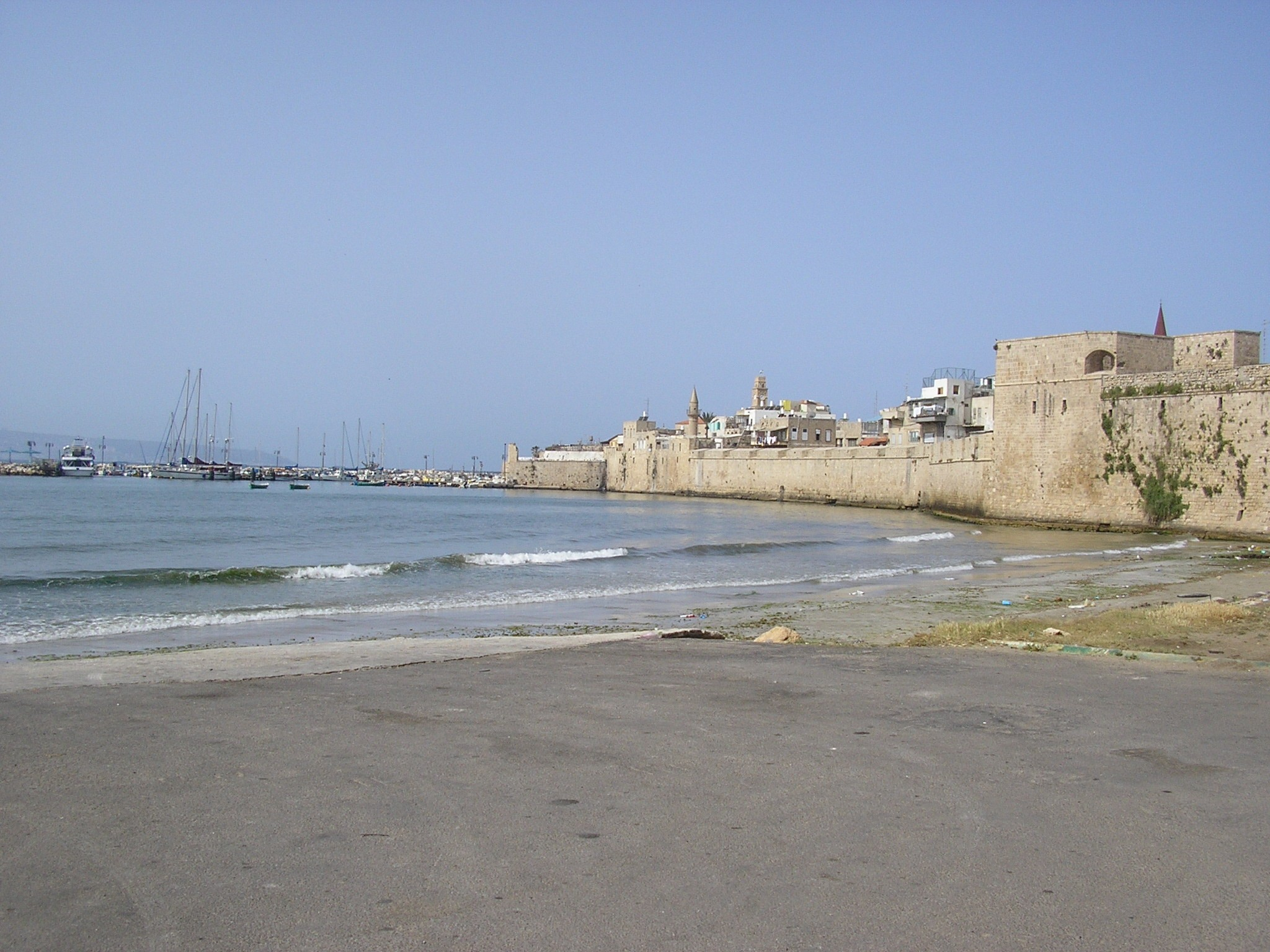
Il porto di Acri nel 2005

Gli storici greci la chiamarono Ake (Giuseppe Flavio la chiama anche Akre); ma il nome fu cambiato in Antiochia Tolemaide poco dopo la conquista da parte di Alessandro Magno e quindi in Tolemaide, probabilmente ad opera di Tolomeo Sotere, dopo la spartizione dei domini di Alessandro Magno.
Strabone si riferisce alla città parlando di un raduno persiano nella loro spedizione contro l'Egitto. Verso il 165 a.C. Simone Maccabeo sconfisse i Siriani in varie battaglie in Galilea e li sospinse verso Tolemaide. Nel 153 a.C. circa, Alessandro Balas, figlio di Antioco IV Epifane, disputando la corona siriana a Demetrio, s'impadronì della città, che gli spalancò le porte. Demetrio offrì numerosi donativi ai Maccabei per ottenere il sostegno ebraico contro il suo rivale, inclusi gli introiti di Tolemaide a beneficio del Tempio di Gerusalemme, ma invano. Gionata Maccabeo si associò ad Alessandro e nel 150 a.C. fu da lui ricevuto con grandi onori a Tolemaide. Qualche anno più tardi, tuttavia, Trifone, un ufficiale dei Siriani, che aveva pesanti sospetti sui Maccabei, attirò Jonathan a Tolemaide e qui lo prese prigioniero a tradimento.
La città fu anche presa d'assalto e conquistata da Alessandro Ianneo, da Cleopatra VII d'Egitto e annessa al Regno tolemaico d'Egitto e da Tigrane II d'Armenia. Qui Erode costruì un ginnasio e qui gli ebrei incontrarono Petronio, inviato per erigere statue dell'Imperatore nel Tempio, persuadendolo a tornare sui suoi passi. San Paolo trascorse una giornata a Tolemaide (Atti 21:7). La città fu costituita in colonia romana: la Colonia Claudii Caesaris.

### Domini degli Arabi e dei Crociati

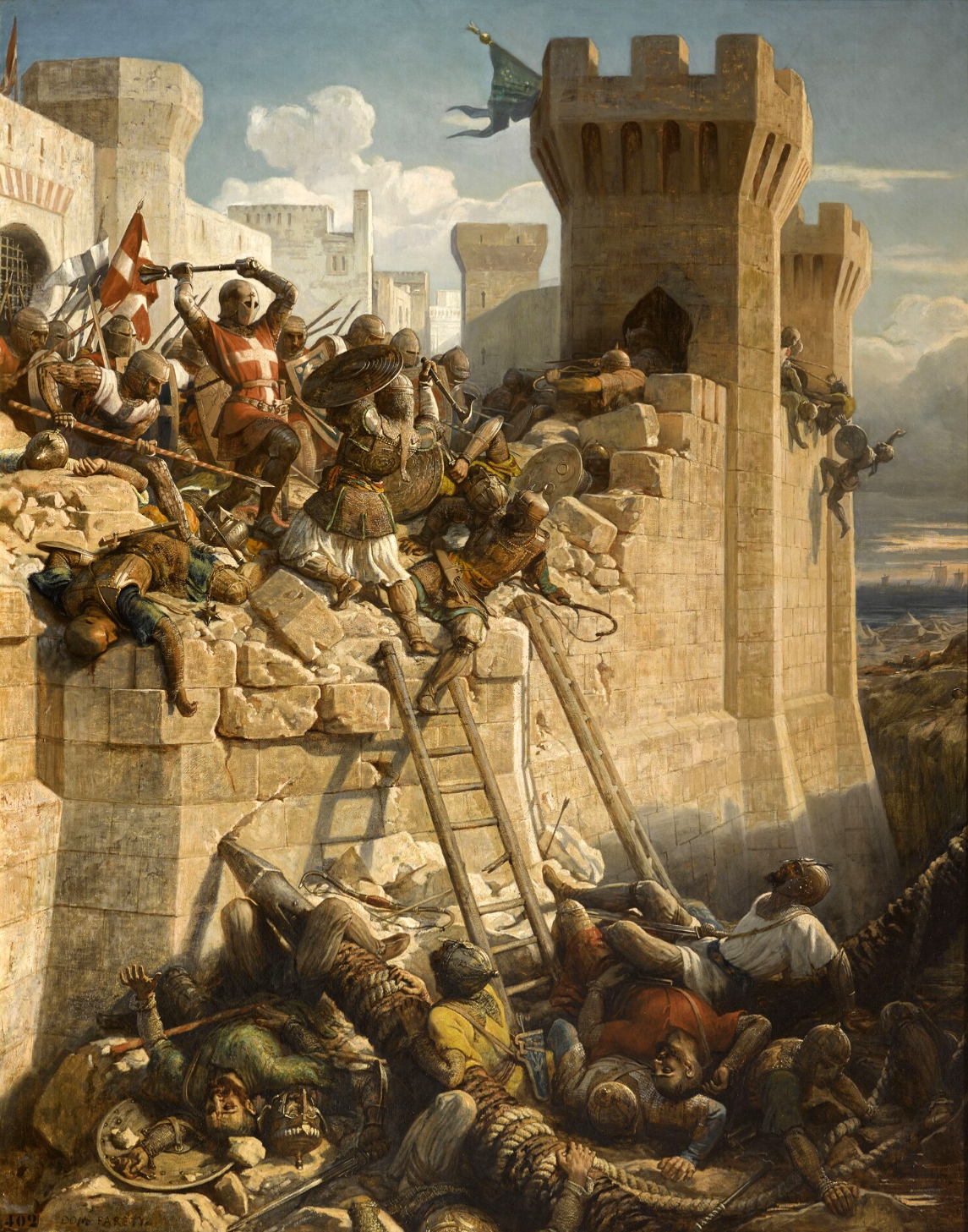
L'assedio mamelucco di Acri del 1291.

Gli Arabi presero la città nel 638 e la tennero fino al 1104, quando fu conquistata dai Crociati, divenendo il loro porto principale in Palestina. Fu rioccupata da Saladino nel 1187 fino all'assedio del 1189 da parte di Guido di Lusignano, concluso dalla vittoria di  Riccardo I d'Inghilterra del 1191. 
Divenne quindi la capitale di ciò che rimaneva del Regno di Gerusalemme.
Nel 1229 fu posta sotto il controllo dei cavalieri Ospitalieri (da cui essi derivarono il nome di Gerosolomitani, uno dei tanti attribuiti all'Ordine), dopo l'accordo pacifico raggiunto l'11 febbraio 1229 col sultano ayyubide al-Malik al-Kāmil da Federico II di Svevia, che permise all'Imperatore di entrare a Gerusalemme il 17 marzo del 1229, riportando la Città Santa (salvo la spianata della Cupola della Roccia e la Moschea al-Aqsa) sotto il controllo cristiano.
Acri restò il caposaldo finale dello Stato crociato (Outremer) fino alla caduta causata dal sanguinoso assedio del 1291, condotto dai Mamelucchi del Sultano al-Malik al-Ashraf Khalīl.
Gli Ottomani, sotto il Sultano Selim I, conquistarono la città nel 1517, avviando per essa una fase di grave decadenza. Henry Maundrell, in pellegrinaggio in Terra santa nel1697, la trovò in rovina, salvo per un caravanserraglio occupato da mercanti francesi, una moschea e poche povere abitazioni.

### XIII secolo
«L’aggressività dimostrata dai Genovesi per riconquistare Lerici, unita alle macchinazioni dirette a consentire l’acquisizione del predominio su Cagliari e a creare una lega antipisana in Toscana, spinse i Pisani a stipulare un’alleanza con i Veneziani (firmata a Modena nel luglio 1257) per difendere i comuni interessi pisano-veneti ad Acri, in Siria e Palestina. Infatti da alcuni anni ad Acri era in corso una sanguinosa lotta tra Genovesi, Veneziani e Pisani a causa della contesa sui diritti del monastero di Santa Saba di Acri. […] La guerra si acuì nel 1255, dopodiché Pisa e Venezia inviarono due flotte congiunte in soccorso ai loro concittadini di Acri, comandate da Lorenzo Tiepolo (per i Veneziani) e Sigerio Sassetta degli Orlandi (per i Pisani). La flotta alleata, composta da trentotto galee, si scontrò con quella genovese, comandata da Roberto della Turca e composta da circa quarantotto galee, il 24 giugno 1258, davanti al porto d’Acri. I Genovesi perdettero ventiquattro navi e millesettecento uomini furono messi in fuga ed espulsi da Acri (Accon). 
Quattro anni dopo i Genovesi, baldanzosi per la presa di Costantinopoli e la conseguente fine dell’Impero latino, nato nel 1204 per ‘volere’ di Venezia, tornarono all’attacco; il 16 agosto 1261 la flotta genovese, comandata da Lucchetto Grimaldi, forzò l’ingresso del porto di Acri con ventotto galee, riuscendo a conquistare la torre pisana delle Mosche, posta all’ingresso del porto. I Genovesi, tuttavia, a causa dei danni subiti nel combattimento, poco meno di due settimane dopo furono costretti ad inviare quindici galee a Tiro per riparazioni. Questa mossa fu un errore; infatti ben presto giunse una flotta veneta di soccorso, composta da ventisei galee, che attaccò le tredici galee genovesi, affondandone inesorabilmente cinque e lasciando fuggire le altre verso Tiro.

I Genovesi non misero più piede, ‘ufficialmente’, ad Acri e nonostante avessero richiesto insistentemente ai Pisani – sconfitti alla Meloria (1284) – di ritornare in pieno possesso dei diritti e dei beni perduti, poterono godere ben poco delle loro rivendicazioni in quanto la città di Acri nel 1291 venne conquistata dai Mamelucchi; i Veneziani e i Pisani combatterono valorosamente e a questi ultimi va il merito di avere costruito una grande catapulta che fu la più efficace di tutte le macchine dei cristiani. […]».

### Governo ottomano
Verso la fine del XVIII secolo la città tornò a nuova vita sotto il governo di Ẓāhir al-ʿOmar, uno sceicco locale: il suo successore, Jazzār Pascià, governatore di Damasco, la sistemò e la fortificò a costo di pesanti imposte che gli assicurarono tutti i benefici connessi alle sue migliorie. Verso il 1780 Jazzār mise al bando in modo perentorio la colonia commerciale francese, malgrado le proteste del governo di Parigi e rifiutò di ricevere un console.
Nel 1799 Napoleone, coerentemente col suo progetto di attizzare una rivolta siriana contro i dominatori turchi, comparve davanti ad Acri ma, dopo un assedio di due mesi (marzo-maggio), fu respinto dai Turchi, aiutati dall'ammiraglio britannico Sir Sidney Smith, da una forza di marinai di Sua Maestà e soprattutto dal suo nemico mortale Antoine de Phélippeaux. Avendo perso i suoi cannoni d'assedio ad opera di Smith, Napoleone provò ad assediare il 20 marzo 1799 la città murata, difesa da truppe ottomane, usando solo la propria fanteria e cannoni di piccolo calibro: una strategia che si rivelò fallimentare e che portò al suo ritiro il 21 maggio.
A Jazzār succedette alla sua morte il figlio Sulaymān, sotto il cui mite governo la città prosperò fino al 1831, quando Ibrāhīm Pashā, figlio del wali d'Egitto Mehmet Ali, assediò e devastò la città distruggendone gli edifici. Il 4 novembre 1840 essa fu bombardata dalle squadre navali alleate britanniche, austriache e francesi e l'anno successivo fu ristabilito il governo turco.

### Mandato britannico

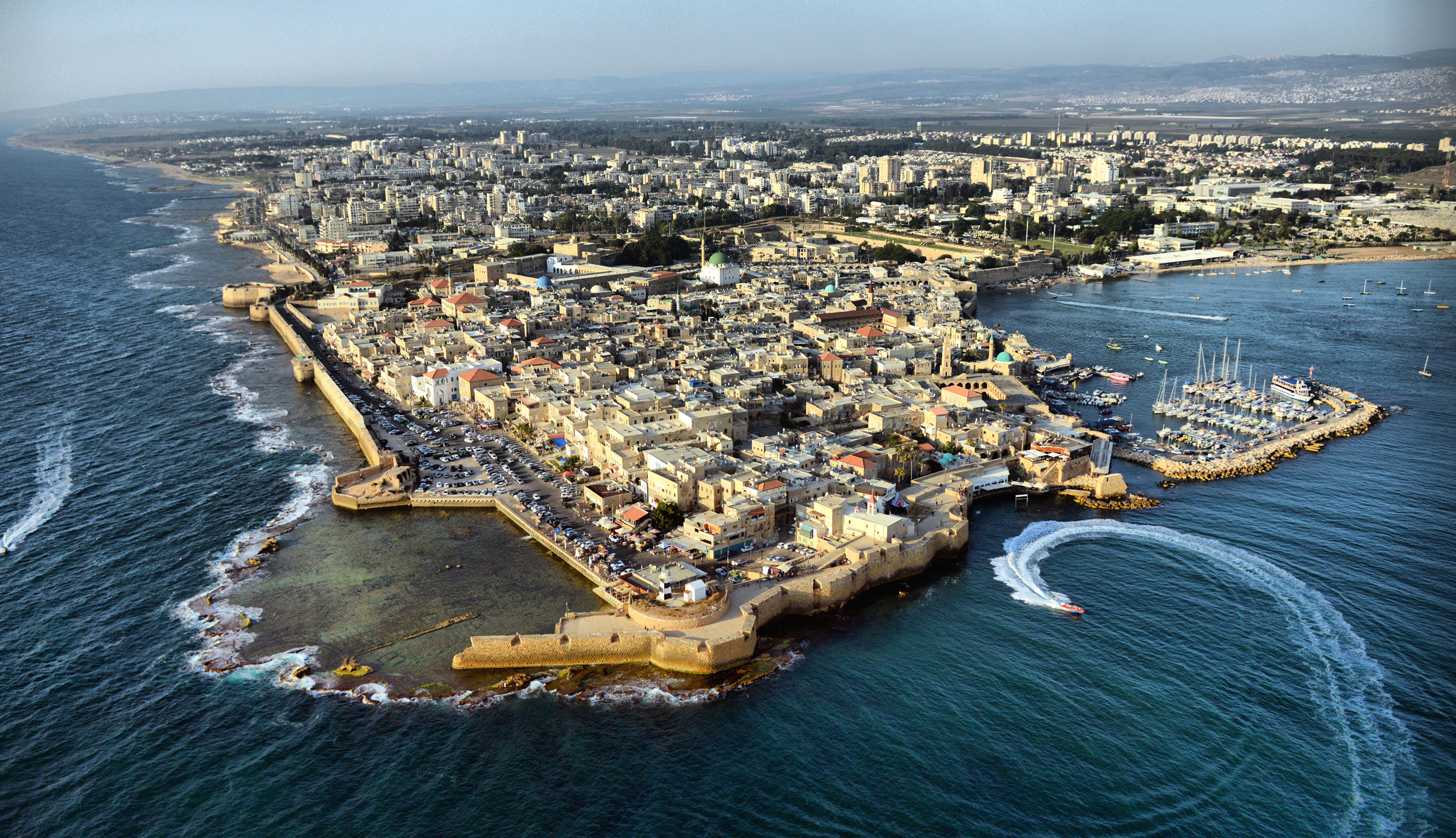
Panorama della città

Nel 1922 la popolazione di Acri era così suddivisa: 75% musulmani, 21% cristiani, 2% Baha'i, 1% ebrei, 1% "altri". La cittadella di Acri fu usata dai britannici come prigione e luogo d'impiccagione, per lo più per i prigionieri politici. Gli attivisti dei movimenti clandestini ebraici, come quello di Vladimir Žabotinskij e di Shlomo Ben-Yosef (attivisti dell'Irgun) furono incarcerati nella cittadella-prigione di Acri. Ben-Yosef fu il primo ebreo ad esservi giustiziato sotto il Mandato britannico.
Il 4 maggio 1947, l'Irgun irruppe nella cittadella-prigione di Acri per liberare gli attivisti ebraici rinchiusi colà dalle autorità britanniche. Ventisette reclusi riuscirono ad evadere (20 dell'Irgun e 7 della Banda Stern); nove furono uccisi e 5 catturati durante l'incursione.
Nonostante il pesante costo in vite umane, l'azione fu descritta con trionfalismo da alcuni giornalisti come "la più grande evasione nella storia". Il corrispondente londinese del giornale Ha'aretz scrisse il 5 maggio:

### Lo Stato d'Israele
Acri era compresa nel territorio assegnato dal Piano di partizione della Palestina, elaborato dall'ONU nel 1947, allo Stato arabo palestinese. Fu occupata da paramilitari dell'Haganah il 17 maggio 1948. Circa tre quarti della sua popolazione araba (stimata nel 1944 a 13 000 persone) fuggì dalla città durante l'occupazione ebraica. Israele ha esercitato la propria sovranità su Acri fin dal 1948.

## Monumenti e luoghi di interesse

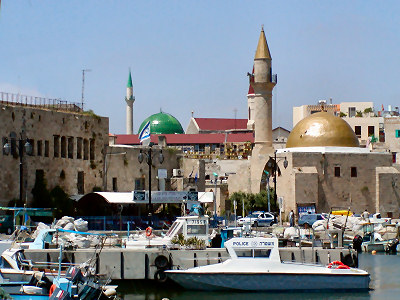
Centro di Acri.

La Città Vecchia di San Giovanni d'Acri (Acri) è stata inclusa dall'UNESCO fra i siti definiti "patrimonio mondiale dell'umanità", fra cui è presente una galleria pertinente alla fortezza del XIII secolo dei Cavalieri Templari.
Dal 1990 sono stati avviati ampi lavori archeologici e di conservazione delle antiche strutture monumentali. I lavori si svolgono sotto l'egida della Old Acre Development Company (OADC).

### Le mura
La prima cosa notevole che salta agli occhi quando si giunge ad Acri è il possente muro difensivo, costruito a nord e a est della città. Le mura furono edificate nel 1800-1814 da Jazzār Pascià (chiamato dai locali al-Jazzār) e dal suo consigliere ebreo Haim Farhi. Esso è una moderna fortificazione di controbatteria che comprende un compatto muro difensivo, un fossato asciutto, varchi per i cannoni e tre Burj (grosse torri di difesa).
Nel 1750 Ẓāhir al-ʿOmar, il governatore di Acri, utilizzò ciò che rimaneva delle mura crociate per erigervi al di sopra le sue mura. Esse furono rinforzate tra il 1775 e il 1799 da Jazzār Pascià e sopravvissero all'assedio di Napoleone. Le mura sono poco spesse, la loro altezza era di 10-13 metri e lo spessore di solo 1 metro. Il muro dalla parte del mare, che sopravvive pressoché completo, è l'originario muro di al-ʿOmar, rinforzato da al-Jazzār. Tuttavia le mura che guardano verso terra e che resistettero all'assedio di Napoleone sono state rimpiazzate nel 1800 da mura moderne per volere di al-Jazzār.

### La Grande Moschea
La moschea di al-Jazzār fu costruita da Jazzār Pascià (m. 1804) con materiali prelevati da Caesarea Palaestina: la sua tomba è all'interno.

### Hammam al-Basha
Lo Hammām è un bagno turco. Lo "Hammām del Pascià" di Acri è meritevole di ricordo perché l'Irgun lo usò per irrompere all'interno della prigione della cittadella.

### Siti Bahai

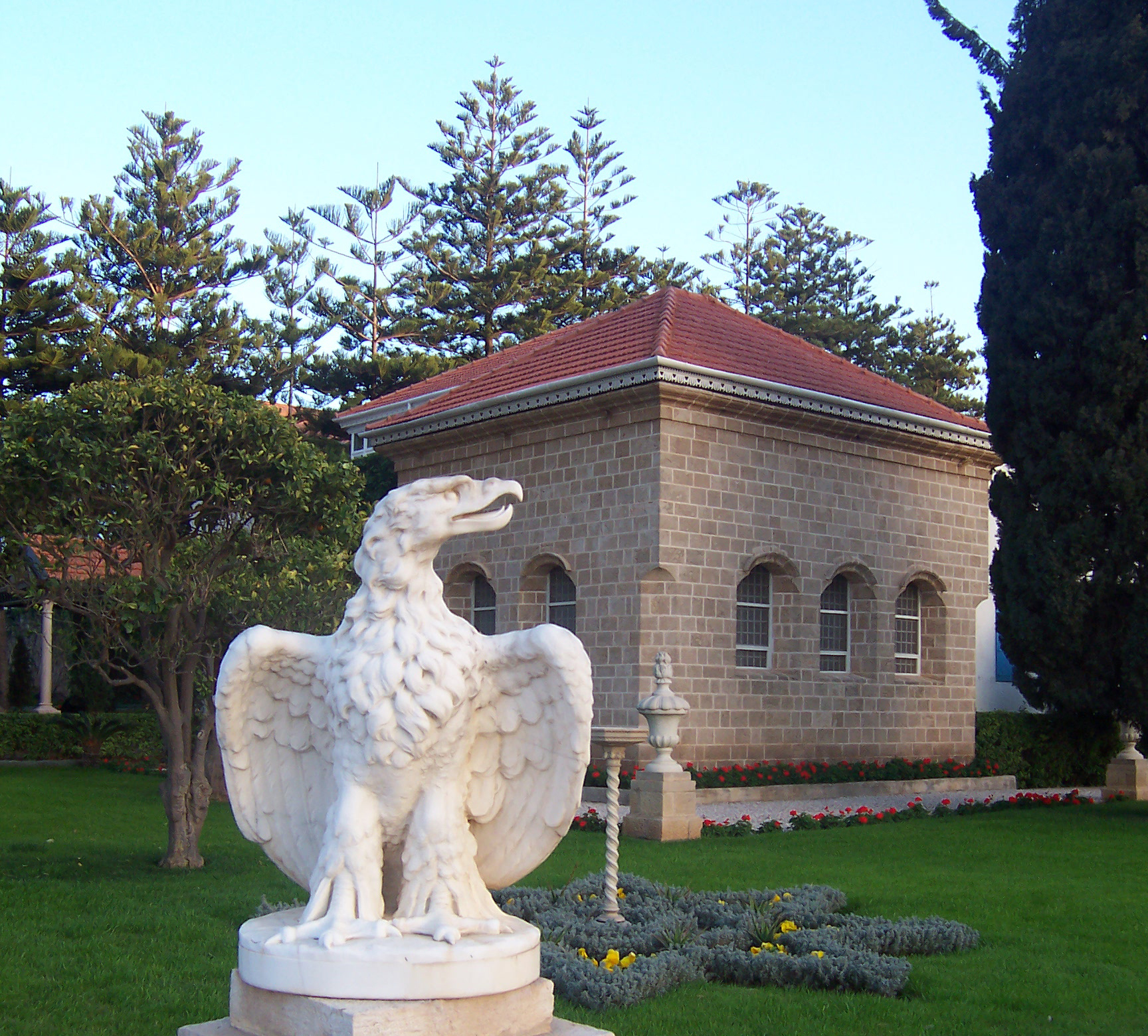
Tomba di Bahá'u'lláh

Nella città e nei suoi dintorni si trovano diversi monumenti e siti santi per i Bahá'í, che risalgono alla prigionia subita da Bahá'u'lláh nella Cittadella durante il periodo ottomano. Bahá'u'lláh' trascorse gli ultimi anni della propria vita nella villa di Bahjí, appena fuori della città. Bahá'u'lláh morì il 29 maggio 1892 e la sua tomba è considerata dai Bahai il sito più santo verso cui dovrebbero rivolgersi durante la recita di alcune preghiere.
Altri siti bahai sono costituiti dalla casa dove Bahá'u'lláh e la sua famiglia risiedettero, dalla casa dove soggiornò 'Abdu'l-Bahá e dal Giardino di Ridván, dove Bahá'u'lláh amava trascorrere parte del suo tempo e che prende il nome dal giardino a Baghdad in cui, nel 1863, avrebbe rivelato di essere stato incaricato da Dio di assolvere la sua missione nel mondo.

## Società
La città conta 48 000 abitanti, dei quali il 32% costituito da arabi israeliani. Nel 2000, il 95% dei residenti nella città vecchia erano arabi. Circa il 15% della comunità araba cittadina discende dalle famiglie residenti prima del 1948.

## Sport

### Calcio
La squadra principale della città è l'Amutat Kaduregel Hapoel Akko.

## Amministrazione

### Gemellaggi
Acri è gemellata con:
- Bielsko-Biała
- Bregenz
- Canton
- Deerfield Beach
- La Rochelle
- Pisa
- Recklinghausen
- Nagykanizsa